# Barnstedt-Melbecker Bach
Der Barnstedt-Melbecker Bach ist ein linker Nebenfluss der Ilmenau in der Lüneburger Heide, der südlich von Lüneburg zwischen Melbeck und Deutsch Evern in die Ilmenau mündet.
Der Bach bildet zusammen mit seiner Niederung, seinen Nebenbächen Glindenbach und Billerbeck mit deren Niederungen und den angrenzenden Talrandbereichen das Naturschutzgebiet „Barnstedt-Melbecker Bach“.

## Geografie

### Verlauf
Der Bach entspringt südöstlich von Betzendorf in einem teils bewaldeten, teils landschaftlich genutzten Gebiet. Er verläuft zunächst in östliche bis nordöstliche Richtung und ist auf dem ersten Stück begradigt. Nach wenigen hundert Metern tritt er in nördliche Ausläufer des Süsings. Die Waldgrenze bildet gleichzeitig auch die Grenze des Naturschutzgebietes „Barnstedt-Melbecker Bach“. Der Bach verläuft nun in nordöstliche Richtung und bildet hier die Grenze der Gemeinden Betzendorf und Barnstedt. Innerhalb des Waldes wird er von der zwischen Betzendorf und Barnstedt verlaufenden Straße gequert. Wenige hundert Meter nach der Querung ändert der Bach seine Fließrichtung in östliche Richtung. In Barnstedt war er zu einem Mühlenteich aufgestaut. 2006 wurde dort ein neuer Bachlauf angelegt, um die Durchgängigkeit des Gewässers wiederherzustellen. Direkt unterhalb des Mühlenteichs wird der Bach von der Kreisstraße 17 gequert. Innerhalb des Süsings verläuft der Barnstedt-Melbecker Bach unbegradigt. Östlich von Barnstedt verläuft der nun weitestgehend begradigte Bach erst in nordöstliche und dann in nördliche Richtung. Er durchfließt jetzt auch Grünlandbereiche, wird hier aber überwiegend von Gehölzen begleitet, die das Gewässer beschatten. Für einen kurzen Abschnitt bildet er die Grenze zwischen den Gemeinden Barnstedt und Bienenbüttel. Östlich von Kolkhagen mündet der Heinsener Bach von links in den Barnstedt-Melbecker Bach. Der hier auch abschnittsweise unbeschattet verlaufende Bach bildet in seinem weiteren Verlauf vorübergehend die Grenze zwischen den Gemeinden Barnstedt und Melbeck. Westlich von Melbeck umfließt er den Hengstberg und ändert seine Fließrichtung wieder in östliche bis nordöstliche Richtung. Im Bereich des Hengstberges fließen ihm von links der Glindenbach und die Billerbeck zu. Der Barnstedt-Melbecker Bach fließt in Melbeck durch seine von Grünland geprägte Niederung, in der er abschnittsweise von Gehölzen begleitet wird. In Melbeck quert der Bach einen ehemaligen Mühlenteich. Im weiteren Verlauf wird er zunächst von der Landesstraße 233 und dann von der Bundesstraße 4 gequert. Nordöstlich von Melbeck fließt der Barnstedt-Melbecker Bach von links in die Ilmenau. Neben den benannten Nebenbächen fließen dem Barnstedt-Melbecker Bach auch mehrfach namenlose Gewässer zu.